# Le nuvole (Monet)
Le nuvole (Grandes Décorations) è un dipinto a olio su tela (200x1275 cm) realizzato tra il 1923 ed il 1926 dal pittore francese Claude Monet. È conservato nel Musée de l'Orangerie di Parigi.
Nell'ottobre del 1920 Monet decise di donare allo Stato dodici tele, destinate a decorare un padiglione da costruire nel giardino dell'Hôtel de Brion; il progetto però non fu mai terminato.